# Max Michael Munk
Max Michael Munk (Hamburgo, 22 de outubro de 1890 — 1986) foi um engenheiro aeroespacial alemão.

## Publicações
- Isoperimetrische Aufgaben aus der Theorie des Fluges; Göttingen, Diss. 1918; 1919
- Beitrag zur Aerodynamik der Flugzeugtragorgane; 1919
- Über vom Winde getriebene Luftschrauben; In: Zeitschrift für Flugtechnik und Motorluftschiffahrt; 1920, S. 220–223
- On a New Type of Wind Tunnel; NACA TN 60, Juni 1921
- Tail plane : in four parts; Washington, DC : Gov. Print. Off., 1922
- General biplane theory : in four parts; 1922
- The analysis of free flight propeller tests and its application to design; um 1923
- The aerodynamic forces on airship hulls; 1923
- Analysis of F. W. Durand's and E. P. Lesley's propeller tests; 1923
- General theory of windmills; 1923
- Aerodynamic Forces on Airship Hulls; TR 184, 1924
- Aerodynamics of Airships
- Note on the Relative Effect of the Dihedral and the Sweep Back of Airplane Wings; TN 177, 1924
- Preliminary wing model tests in the variable density wind tunnel of the National Advisory Committee for Aeronautics; um 1925
- Model tests with a systematic series of 27 wing sections at full Reynolds number; TR 221; um 1925; mit Elton W. Miller
- The air forces on a model of the Sperry Messenger airplane without propeller; um 1925
- The variable density wind tunnel of the National Advisory Committee for Aeronautics; 1925
- The aerodynamic characteristics of seven frequently used wing sections at full Reynolds number; um 1925
- The air forces on a systematic series of biplane and triplane cellule models; um 1926
- Influence of Obstacles on the Lift of Airfoils; 1930
- Fundamentals of Fluid Mechanics for Aircraft Designers
- On the multiplicity of steady gas flows having the same streamline pattern; mit R. C. Prim; Proc. Nat. Acad. Sci. (May 1947)
- My Early Aerodynamic Research - Thoughts and Memories; Annual Review of Fluid Mechanics 13; 1981[2]